# Emovački Lug
Emovački Lug es una localidad de Croacia situada en el municipio de Požega, en el condado de Požega-Eslavonia. Según el censo de 2021, tiene una población de 23 habitantes.

## Demografía
| Gráfica de población de Emovački Lug 1857-2011                      |
|                                                                     |
| Según los censos de población de la Oficina de Estadísticas Croata. |